# 胆甾烯醇
胆甾烯醇（英語：Cholestenol）是指胆甾烷带有一个双键与一个羟基的衍生物，或者看作胆甾烯带有一个羟基的衍生物，如Δ-5-胆甾烯醇即是胆固醇。Δ-7-胆甾烯醇（ Delta-7-cholestenol，也叫Lathosterol）是哺乳动物合成胆固醇的前体物质，最早发现于大鼠的皮肤。